# NGC 5384
NGC 5384 (również PGC 49707 lub UGC 8886) – galaktyka soczewkowata (S0), znajdująca się w gwiazdozbiorze Panny. Odkrył ją Albert Marth 8 maja 1864 roku. Jest to galaktyka z aktywnym jądrem typu LINER.